# Карсакпай
Карсакпа́й (Корсак-Пай; каз. Қарсақпай) — посёлок в Улытауском районе Улытауской области Казахстана. Административный центр и единственный населённый пункт Карсакпайской поселковой администрации. Код КАТО — 356051100.
Железнодорожная станция Карсакпай на линии Жезказган — Саксаульская.

## История
Основан в 1912 году иностранной концессией как посёлок при строящемся «Корсакпайском медеплавильном заводе» (англ. Korsak-Pay Smelter).
Название происходит от казахского личного имени Карсакбай. Месторождения меди неподалёку от современного посёлка были известны с древних времён.
Медное месторождение было зарегистрировано ещё в 1847 году русским купцом Николаем Ушаковым, он перепродал залежи меди по берегам речек Кенгир и Жезды купцу Рязанову. В дальнейшем месторождение было продано английским предпринимателям, которые в Лондоне зарегистрировали «Акционерное общество „Атбасарских медных руд“». Оно провело разведывательные работы для строительства узкоколейной железной дороги Джезказган — Карсакпай — Байконур протяжённостью 120 километров.
В 1914 году был заложен фундамент обогатительной фабрики для будущего медного завода. Необходимый материал для строительства доставлялся от станции Джусалы на верблюдах и по временному рельсовому пути длиной 13 километров. Было заложено 18 мелких шахт глубиной от 6 до 80 метров.
В 1914—1917 годах была построена узкоколейная железная дорога, соединявшая Байконур с Карсакпаем и Джезказганом. Дорога была демонтирована в начале 1980-х годов.

### В СССР
Корсак-Пайский комбинат был построен в урочище Корсак-Пай-Аша, с 1925 года им управлял Атбасарский трест цветных металлов, находившийся в Москве.
К. И. Сатпаев работал геологом в тресте, проводил геологоразведку и оконтуривание месторождений меди, свинца и железа.
С 1926 года в Карсакпае функционирует метеостанция.
В 1927—1928 году поселение вошло в состав Карсак-Пайского района, Кзыл-Ордынского округа, Казакской АССР, с центром на руднике Джезказган.
16 октября 1928 года зажжена отражательная печь вновь построенного Карсакпайского медьзавода и через 3 дня выплавлена первая казахстанская медь. Рудники по узкоколейной железной дороге обеспечивали сырьём (уголь и медная руда) Карсакпайский медьзавод.
В 1957 году в посёлке был основан овцеводческий совхоз.
В 1970 году численность населения посёлка составляла 6 тысяч жителей.

### Казахстан
Медеплавильный завод, работавший на руде Джезказганского месторождения, был закрыт в 1973 году. На его базе был образован металлургический завод, включивший сталелитейный и экспериментальные цеха (ныне в составе корпорации «Казахмыс»).
В 1997 году на базе овцеводческого совхоза были организованы частные хозяйства.
После строительства линии Джезказган — Саксаульская, проходившего в 2012—2014 годах, действует железнодорожная станция Карсакпай. С 2016 года по ней идёт пассажирское сообщение.

## Население
| 1939  | 1959  | 1970  | 1979  | 1989  | 1999  | 2009  |
| ----- | ----- | ----- | ----- | ----- | ----- | ----- |
| 8333  | ↗9957 | ↘6338 | ↘4166 | ↘3279 | ↘2402 | ↘1668 |
| 2021  |       |       |       |       |       |       |
| ↘1159 |       |       |       |       |       |       |

В 1999 году население посёлка составляло 2402 человека (1268 мужчин и 1134 женщины). По данным переписи 2009 года в посёлке проживало 1668 человек (889 мужчин и 779 женщин).

## Достопримечательности
В доме, где с 1926 по 1941 годы жил академик К. И. Сатпаев, с 1969 года базируется музей.